# رانجيت غوها
راناجيت غوها (23 مايو 1923 - 28 أبريل 2023)، هو مؤرخ وأستاذ جامعي هندي، يعد من الرواد في مجموعة دراسات التابعين، وهي منهجية لدراسات جنوب آسيا تركز على مجتمعات ما بعد الاستعمار وما بعد الإمبراطورية، ودراستها من منظور الطبقات الدنيا. كتب العديد من الكتب باللغتين الانجليزية والبنغالية وشارك في العديد الإصدارات العلمية والمجموعات المتخصصة.

## النشأة
ولد غوها في 23 مايو 1923، في مدينة سيدهاكاتي، منطقة باكرجونج في الهند البريطانية (بنغلاديش حالياً) لعائلة أرستقراطية انتقلت إلى كلكتا في عام 1934، عندما بدأ والده العمل كمحامي في محكمة كلكتا العليا. أكمل غوها دراسته من معهد ميترا وتخرج من جامعة بريزيدنسي. وفي جامعة كلكتا، أكمل دراساته العليا في التاريخ.
تأثر غوها خلال دراسته بالمؤرخ الهندي سوسوبان ساركار. واعترف في مقابلة مع مشروع التاريخ الشفوي للمفكرين البنغاليين، بخلفيته العائلية الغنية وترعرعه في شرق البنغال، وتأثره بعدة مؤثرات من ضمنها كتب الأديب البريطاني دي إتش لورانس، والروسي فيودور دوستويفسكي، والشاعر البنغالي مايكل مادهوسودان دوت.

## مسيرته المهنية
في الأربعينيات من القرن العشرين، انخرط غوها في الحزب الشيوعي الهندي، وأصبح عضواً فيه، ومثل الحزب في الاتحاد العالمي للشباب الديمقراطي في لندن، وعاد إلى الهند عام 1953، وترك نشاطه السياسي بعد الغزو السوفيتي للمجر عام 1956.
بدأ مسيرته الأكاديمية عام 1953، حيث درّس في كلية تشاندرناغور الحكومية في شرق البنغال، وانتقل بعدها للتدريس في كلية كلكتا المركزية. عُلق نشاطه الأكاديمي بعد أن أثير انتمائه السياسي وأيديولجيته الشيوعية في السابق، ليعين لاحقاً فيجامعة جادافبور.
غادر غوها الهند إلى المملكة المتحدة عام 1959، حيث بدأ مشواره المهني كأستاذ للتاريخ في جامعة ساسكس. كما درس غوها أيضًا في الجامعة الوطنية الأسترالية.

## أبحاثه

### مجموعةدراسات التابع
في ثمانينات القرن العشرين، بدأ غوها التبشير بطريقة بديلة لدراسة تاريخ جنوب آسيا وشبه القارة الهندية، بعد انتقاده الدراسات التاريخية السائدة آنذاك بأنه "لم تكن كافية لدراسة الماضي المعقد للبلاد والمنطقة". وأخذ منهجاً يبتعد الطريقة النخبوية المهيمنة على دراسة تاريخ المنطقة، محاولاً تقليل التحيزات النخبوية في دراسات جنوب آسيا. وسميت تلك المنهجية التي شارك في تطويرها دراسات التابع أو مجموعة دراسة التابعين، وتعتبر واحدة من مدارس التاريخ المؤثرة في فترة ما بعد الاستعمار وما بعد الماركسية.
يشير غوها في "دارسات التابع" إلى الانتباه إلى أصوات الطبقا الدنيا، واستعاره من صاغه أنطونيو جرامشي، الفيلسوف الماركسي الإيطالي. ودرس التاريخ، من هذه العدسة، المجموعات التبعية واختلافاتها الطبقية والاجتماعية والتي ساهمت في تشكيل تاريخ المنطقة، ويعده "نهجاً مفقودًا من الدراسات السائدة".
ودرس على يد غوها علماء اجتماع ومؤرخون مهمين كبارثا تشاترجي، وجاياتري تشاكرافورتي سبيفاك وديبيش تشاكرابورتي. كما كتب على نطاق واسع باللغتين الإنجليزية ولغته البنغالية الأم. 

## حياته الشخصية
عاش جوها في بيركيرسدورف بالنمسا، مع زوجته الألمانية المولد ميتشايلد جوها، (ني يونجفيرث)، وهي باحثة رائدة في دراسات التابع، وتزوجها بعد لقائها في جامعة ساسكس في أوائل الستينيات، وانتقلا سويًّا إلى الجامعة الوطنية الأسترالية حيث واصل كلاهما عملهما في التدريس.

## وفاته
في 28 أبريل 2023، توفي غوها في منزله الواقع في غابات فيينا بالنمسا، عن عمر يتجاوز المئة عام 

## أنظر أيضا
- دراسات التابع
- بارثا تشاترجي
- فيفيك شيبر